# 蘇我氏
蘇我氏（そがうじ、そがし）は、「蘇我」を氏の名とする氏族。姓は臣（おみ）。
古墳時代から飛鳥時代（6世紀 - 7世紀前半）に勢力を持ち、代々大臣（ オホマヘツキミ ）を出していた有力豪族である。

## 「蘇我」の表記
- 蘇我 - 『日本書紀』
- 宗賀 - 『古事記』
- 宗我 - 『先代旧事本紀』天孫本紀、『上宮聖徳法王帝説』、『日本三代実録』
- 巷奇 - 『元興寺縁起帳』

## 出自
『古事記』や『日本書紀』では、神功皇后の三韓征伐などで活躍した武内宿禰を祖としている。具体的な活動が記述されるのは6世紀中頃の蘇我稲目からで、それ以前に関してはよく分かっていないが、河内の石川（現在の大阪府の石川流域、詳細に南河内郡河南町一須賀あたりと特定される説もある）および葛城県（後の大和国高市郡）蘇我里（現在の奈良県橿原市曾我町あたり）を本拠としていた土着豪族であったとされる。
本拠地を大和国高市郡曾我に比定する根拠は、現在曾我の地に宗我坐宗我都比古神社が鎮座し、『紀氏家牒』に「蘇我石河宿禰の家、大倭国高市郡蘇我里」とあることを主な根拠とする。この地から南東方向の軽、豊浦、小墾田、飛鳥にかけて蘇我氏宗家の居所が存在して、蘇我氏の同族がこの周辺を本拠地とすることからも、曾我の地は蘇我氏にとって重要であったことがわかる。
河内国石川郡を本拠地とする説は、『日本三代実録』元慶元年（877年）の記事において、石川木村が「宗我石川、河内国石川別業に生まる」と述べているのを根拠としており、宗我石川が石川別業で生まれたとあることから、蘇我氏そのものの本拠地も石川郡にあったと考えるものである。しかしこれは、蘇我氏宗家が滅び、蘇我倉氏が蘇我氏の氏上を継承し、後に石川氏への改姓した後に主張された祖先伝承であると考えられる。
『新撰姓氏録』では蘇我氏を皇別（歴代天皇から分かれた氏族）に分類している。
元々は葛城襲津彦を共通の始祖として、蘇我氏・巨勢氏、波多氏系という、紀の川・紀路を媒介として朝鮮半島と交流を行った勢力を包摂した同族系譜が蘇我氏によって作られ、後に紀氏、平群氏をも組み込んだ武内宿禰系譜が7世紀後半から末に作られたとする説が存在する。

## 歴史

### 稲目以前の蘇我氏
王権の職業奴属民としての役割を担っていた氏族の管理や国外との外交に対する権益を持っていたとみられ、渡来人の品部の集団などが持つ当時の先進技術が蘇我氏の台頭の一助になったと考えられている。
また、蘇我氏は葛城氏の政治力や経済力、対朝鮮の外交ポストや渡来人との関係（4世紀から5世紀にかけて、葛城には渡来人が居住しており製鉄作業に従事していた）や、大王家との婚姻関係などを継承したと考えられる。葛城氏対朝鮮半島関係を担っていたという伝承を持っていた。これらが全て史実を伝えたものとは言えないが、葛城地方を地盤とした集団が5世紀の頃に大きな勢力を持っていたことは、複数の古墳や豪族居館の遺跡から容易に推測できる。しかし、玉田宿禰が允恭天皇に、円大臣が雄略天皇に滅ぼされている上に、6世紀において、5世紀に活躍した葛城氏の末裔と見られる人物は葛城烏那羅のみで、ほとんど姿を見せなくなってしまっている。考古学的見地からも、5世紀後半の新庄屋敷山古墳を最後として葛城地域に大型前方後円墳の築造は見られなくなる。持統天皇が691年に「其の祖等の墓記」を上進するように命じ、これが『日本書紀』の原史料になったのであるが、葛城氏はこの中に含まれていない。それにもかかわらずら葛城氏の氏族伝承や王統譜が『日本書紀』に記されているのは、葛城氏の後裔が存在していて、彼らが史料を提供したのであると推測でき、その集団こそが蘇我氏であったと考えられる。そして、葛城氏として残った者が僅かであったので、それらは顕著な活動を残すことができず、あたかも葛城氏が没落したかのように見えたのであると考えられる。
さらに、蘇我氏は、葛城を拠点としていた尾張氏を経由することで安閑天皇・宣化天皇と接近することができたとし、実際に、安閑の勾金橋宮が蘇我の地の付近に存在しており、安閑期には大臣になっていないとはいえ、既に有力豪族の一派となっていたとする説も存在する。
そして、蘇我氏は高市郡の曾我から、飛鳥と石川に進出した。乙巳の変の後に蘇我氏の氏上を継承した蘇我倉氏（後の石川氏）が、石川郡を地盤とし、蘇我氏全体の系譜を作り上げたため、蘇我氏が石川から興ったという伝承が形成された。石川には百済から渡来した史（フミヒト）集団（後の西文氏）が、飛鳥から3キロほど離れた檜隈には朝鮮半島南部（安羅を中心とする伽耶諸国）から渡来した渡来人集団（後の東漢氏）が分布しており、これらの2つの集団を従えたと考えられる。
5世紀以降の蘇我氏は、王権のクラや財政に携わる一族であったことが推察されている。それは、『古語拾遺』に見える蘇我満智や、欽明天皇の子の宗賀之倉王、蘇我倉麻呂・蘇我倉山田石川麻呂・蘇我連子・蘇我赤兄（連子・赤兄は『公卿補任』で「蔵大臣」と記されている）などの「蘇我倉氏（石川氏）」の存在からもわかる。
なお、忌部氏の人間が記した『古語拾遺』に蘇我満智についての記述がある理由を考える上で注目されているのが、蘇我氏の本貫である奈良県橿原市曾我遺跡である。この遺跡には玉作遺構群が存在しており、古墳時代前期の終わり頃（4世紀後半）に始まり、5世紀後半に最盛期を迎え、6世紀前半から後半にかけて生産が収束していったという。原料石材は和歌山県、島根県、北陸地方、新潟県、岩手県、千葉県のものが使われていることが判明している。玉作は忌部氏と深い関係にあり、遺跡の南には忌部氏の祖神である天太玉命を祀る太玉命神社が存在している。忌部氏の前身は玉作工人集団であったと考えられており、玉作工人集団から「忌部氏」へと変化したのは、継体天皇による新政策である「祭官制」が成立した6世紀中頃であり、これは遺跡での活動の収束の時期と一致する。そして、本貫が接近していたことによって、蘇我氏と忌部氏は近い関係にあったと考えられる。
仏教が伝来した際にそれをいち早く取り入れたのも蘇我氏であったとされる。これは、朝廷の祭祀を任されていた連姓の物部氏、中臣氏を牽制する為の目的もあったと推察される。
6世紀後半には今の奈良県高市郡近辺を勢力下においていたと思われている。蘇我氏が政治の実権を掌握した時代以後、その地域に集中的に天皇の宮がおかれるようになったことからもうかがわれる。

### 全盛期
稲目の代になると、過去に大臣を出していた葛城氏や平群氏は既に本宗家の滅亡により勢いをなくしており、蘇我氏は大連の大伴氏と物部氏にならぶ三大勢力の一角となり、やがて大伴金村が失脚すると、大連の物部（尾輿）と大臣の蘇我（稲目）の二大勢力となる。また、過去の葛城氏や後の藤原氏同様、娘蘇我堅塩媛、小姉君を欽明天皇に嫁がせることにより天皇家の外戚となっていく（馬子の本居（ウブスナ）が葛城県だったことから、稲目の妻は葛城氏の出で、その血統に連なることにより、天皇へ妃を輩出出来る一族に連なったとする説もある）。
稲目は欽明天皇とほぼ同時期に没し、二大勢力の構図は次代の蘇我馬子まで引き継がれるが、用明天皇崩御後に後継者をめぐる争いがあった。蘇我氏は、小姉君の子ながらも物部氏に擁立されていた穴穂部皇子を暗殺し、戦いで物部守屋を討ち滅ぼすと、蘇我氏以外からは大連に任じられることもなくなり、政権は蘇我氏の一極体制となる。
ここから崇峻天皇の暗殺や、推古天皇への葛城県の割譲の要求、蝦夷による天皇をないがしろにするふるまい、入鹿による上宮王家（山背大兄王）の討滅、叔父で専制政治に反対する境部摩理勢の失脚などの専横ぶりが伝えられており、蘇我氏三代にわたって権力を欲しいがままにしたとされているが、馬子の死後に蘇我氏に対する皇族や諸豪族の反感が高まって蘇我氏の政治基盤が動揺し、それを克服しようとして入鹿による強権政治に繋がった、という見方も少なからずある。これは『日本書紀』等による蘇我氏に否定的な記述に対する反論である。
推古天皇18年（610年）に、新羅使が小墾田宮で拝謁の儀を行った際には、庭中において大伴咋・蘇我蝦夷・坂本糠手・阿倍鳥という「四の大夫」が使の旨を聞いて馬子に啓上しており、有力氏族から代表を1人出すというマヘツキミ制の原則を破り、蘇我氏は大臣と大夫を各1人出すという、他の氏族とは異なる地位を獲得したことになる。なお、馬子はこのとき政庁の前に立ち啓上を聴き、新羅使に物を下賜しており、馬子が外交を掌握している様子が窺える事例である。
蝦夷と入鹿・物部大臣は、蝦夷の母・太媛の存在や、丁未の乱での勝利から、物部氏の氏神である石上神宮の祭祀にも大きく介入したと考えられており、特に、物部氏の衰退から物部首氏（春日氏系）や物部馬古連公の台頭までの期間に、物部大臣が中心となって、祭祀実務担当者の任免を伴う組織の改変が行われたといわれる。これは、『新撰姓氏録』や『紀氏家牒』に記されているように、斉明朝（実際は皇極朝）に、蝦夷が物部首氏の祖・武蔵臣に物部首の氏姓を与えたことからも推察できる。

### 大化の改新から壬申の乱まで
645年の乙巳の変において、中大兄皇子、中臣鎌足らによって入鹿が暗殺され、ついで蝦夷が自殺すると蘇我氏の勢力は大幅に低下するが、これはあくまでも蝦夷を嫡流とする蘇我氏宗本家の没落・滅亡だけにとどまり、蘇我氏の氏上は蘇我倉山田石川麻呂の一族（蘇我倉氏）に移っている。また、蘇我氏の宗家（この場合は蘇我倉氏）と蘇我氏同族氏族からそれぞれマヘツキミを輩出するという、推古の代以来の体制も変わることはなかった。孝徳天皇の代に見える21氏33人のマヘツキミの内、蘇我系官人は6氏8人を占め、推古の代以来の割合をほぼ維持している。大化2年（646年）に「良家大夫（タカキイヘノマヘツキミ）」が東国八道に派遣された際には、6人の蘇我系官人が任命された。これは、蘇我氏の権威を利用することが、最も正当性を主張できる方法だったからである。大化の改新後の蘇我系官人の内訳は以下の通りである。
- 蘇我倉氏
  - 石川麻呂（右大臣）
  - 日向（大宰府）
- 河辺氏
  - 百依（東国国司・百済救援将軍）
  - 磯泊（東国国司）
  - 磐管（東国国司）
  - 湯麻呂（東国国司）
  - 麻呂（遣唐大使）
- 高向氏
  - 国押（刑部尚書）
- 田口氏
  - 筑紫（東国国司）
- 久米氏
  - 欠名（法頭・常陸国宰）
- 岸田氏
  - 欠名（東国国司）
  - 麻呂（播磨国宰）

なお、境部氏、田中氏、小治田氏、桜井氏、御炊氏、箭口氏は孝徳の代のマヘツキミとしては見えないが、田中氏と小治田氏はその後の律令制成立期に官人を出しており、桜井氏は八色の姓で朝臣姓を賜っているので、境部氏を除けば没落したわけではない。
また、蘇我氏出身の女性が天皇の妃となることも引き続き行われ、蘇我氏の血を引く皇族は、奈良時代の半ばに至るまで重要な地位を占めた。
乙巳の変には、傍流である蘇我倉麻呂（蝦夷の弟）の子である蘇我倉山田石川麻呂は、中大兄皇子の協力者として関わっていた。石川麻呂はこの後に右大臣に任じられ、娘の乳娘を孝徳天皇の妃に、遠智娘と姪娘を中大兄皇子の妃にしている。また、石川麻呂の弟の蘇我赤兄も娘の常陸娘を中大兄皇子の妃としている。非蘇我氏系皇族が蘇我氏から何人もの后妃を入れているのは、新政を推進するに足る存在であることを支配者層に承認されるために、母方の親族として、伝統的かつ唯一の大臣家であった蘇我氏を選んだからである。石川麻呂自身は649年に冤罪で自害し、讒言した弟の蘇我日向も大宰府に左遷させられた（口封じとの説もある）。しかし、他の弟である蘇我赤兄と蘇我連子は、天智天皇の時代に大臣（赤兄は左大臣、連子ははっきりとは分からないが右大臣と推定されている）に任じられており、蘇我氏は一定の高い地位を保持し続けている。
連子は天智天皇の正式な即位を見ないまま死去し、赤兄ともう一人の弟である御史大夫の蘇我果安は壬申の乱で大友皇子側について敗れ、それぞれ流罪・自害となった。しかしその甥で連子の子である蘇我安麻呂は、天武天皇の信任が厚かったために蘇我氏の後を継ぎ、石川朝臣の姓氏を賜った。
乙巳の変や、蘇我田口川堀の「謀反（実際は誣告）」、蘇我倉山田石川麻呂の死、そして安麻呂が赤兄や果安とは異なり大海人皇子側についていたのは、蘇我氏内部の対立が原因であると考えられている。
このように、乙巳の変後も、倉麻呂の息子達がなお政治の中心的立場にとどまり、相次ぐ政争で衰退しながらもしばらくは蘇我氏（連子の系統）は続いた。
また、蘇我馬子の娘を母にもつ古人大兄皇子の娘である倭姫王は葛城皇子の妃となっている。『日本書紀』天智10年（671年）10月庚申条によれば、大海人皇子が天智天皇に代わって「洪業（天皇に即位すること）」を大后の倭姫王に授けてほしいと要望しており、依然として蘇我氏系の皇族が天皇として即位する可能性が存在していた。

### 蘇我系石川朝臣
蘇我系石川氏は、飛鳥時代末期から奈良時代に、その血を引いた天皇（持統天皇と元明天皇）を輩出した（それぞれ石川麻呂の娘、遠智娘と姪娘が母）。
また、天武天皇の皇子の高市皇子には天智天皇と蘇我倉山田石川麻呂の娘・姪娘との間に生まれた御名部皇女が、草壁皇子には御名部皇女の同母弟・阿閇皇女が、大津皇子には天智と赤兄の女・常陸娘の間に生まれた山辺皇女が后妃として入っている。支配者層における父兄出自の原理が確立していなかった当時にあって、母親の出身の系統がその子の地位に与える影響は大きかったため、天武は、来たるべき律令国家の権力中枢部分を、天皇家と蘇我氏との結合体によって占めさせようとしていた。これほどまでに蘇我氏の血を引く女性が重視されたのは、蘇我倉山田石川麻呂以来の官人としての実績よりも、大化以前における唯一の大臣（マヘツキミ）家であったという尊貴性が未だ根強く残存していたからであり、天武は自己の子孫の正統性の根拠の一つとして、蘇我氏の伝統を選んだと考えられる。
さらに、文武天皇は、石川刀子娘（蘇我安麻呂の姪か）を妃（嬪か）とした。当時、石川氏にはそれほど高い地位の官人は存在しなかったことを考えると、6世紀以降天皇家と婚姻関係を結んできた蘇我氏の伝統が律令制成立後も生き続けたものと考えられる。刀子娘の入内によって、石川氏は天皇家の外戚氏族としての地位を保持し続けたことになる。
加えて、藤原不比等も蘇我連子の娘・蘇我娼子を嫡妻として迎えた。これによって不比等は、大臣家である蘇我氏の尊貴性を自己の子孫の中に取り入れることができ、藤原氏は氏として成立したばかりであるにもかかわらず、蘇我氏の地位を受け継ぐ氏であることを支配者層に示すことができた。
しかしながら、蘇我赤兄の外孫にあたる山辺皇女が、持統天皇に排除された夫の大津皇子に殉死したり、また文武天皇の嬪の石川刀子娘が、天皇崩御後に某男との関係を持った事からその身分を剥奪される事件なども起こしている。刀子娘の子には広成（広世という別名、あるいはもう1人の息子）があり、母に連座して両皇子の皇族の身分を奪われたという。当時、持統天皇・藤原不比等が望んだ文武天皇・首皇子への皇位継承路線と、蘇我系皇族（氷高内親王や吉備内親王、長屋王、長屋王の皇子達）への皇位継承を模索する路線との間に、微妙な雰囲気が生じていた。蘇我氏（石川氏）は天皇家の母方氏族として、また大化以前における唯一の大臣（オホマヘツキミ）家として、その尊貴性を認められており、その認識は律令制が成立してもなおその認識は旧守的な氏族層や皇親の間に残存していた可能性が高く、皇女所生の文武皇子が存在しないならば、藤原氏の産んだ皇子と、石川氏の産んだ皇子とのいずれかを皇嗣としなければならない場合、必ずしも藤原宮子所生の首皇子を推すものばかりではなかったと考えられる。そのため、広成が皇籍を剥奪されたのは、異母兄弟の首皇子（後の聖武天皇）の競争相手を排除しようとしての藤原不比等・橘三千代夫婦の陰謀とされ、この出来事は蘇我氏から藤原氏への、王権のミウチ氏族の主役の交代を象徴していることになる。
また万葉集によれば、同じ赤兄の外孫である穂積皇子も但馬皇女との密通が露見して左遷された。穂積皇子は、幸いにも持統天皇崩御後に知太政官事に出世したが、若くして亡くなった。奈良時代前半の石川氏は官界でも振るわず、石川石足が長屋王の変の際に臨時で参議となったほかは、議政官を出すことはなかった。
律令制成立期における蘇我系同族の官人は、石川氏の他に、八色の姓で朝臣姓を賜った桜井氏、田中氏（田中鍛師と田中法麻呂）、小治田氏（小墾田麻呂と小治田当麻）、河辺氏（河辺百枝と河辺子首）、岸田氏、高向氏、久米氏がいたと考えられるが、桜井氏、岸田氏、高向氏、久米氏の官人は史料に現れない。なお、箭口氏（八口音橿）、田口氏、御炊氏も後の史料で朝臣姓として見える。
ところで、長屋王の祖母は蘇我姪娘であり、自身の配偶者には同じく蘇我姪娘を祖母に持つ吉備内親王と、石川虫麻呂の娘の石川夫人、藤原不比等の娘の藤原長娥子がいた。つまり長屋王家は、長屋王自身や吉備内親王の即位の可能性のみならず、将来何らかの事情で皇位継承者が首皇子から他の皇統に移動した場合、蘇我系皇族腹、蘇我氏腹、藤原氏腹という考えうる3通りの選択肢を全て備えており、まさに次期皇位継承者としてふさわしく、不比等亡き後の藤原氏の恐怖と猜疑の対象となっていた。長屋王一家が自死を迫られた際に葬られたのが、長娥子所生の皇子以外であったのは、藤原氏の野望を阻む対手がこれらに限られたためである。以来、石川氏は天皇や皇族と婚姻関係を持つことはなく、6世紀以降の伝統は完全に藤原氏に移行し、文武・元明・長屋王・吉備内親王・元正の死によって、蘇我氏の血を引く皇族は断絶した。
天平勝宝4年（749年）、石川年足は藤原仲麻呂の引き立てにより紫微大弼に抜擢され、最終的には御史太夫（大納言）まで昇った。年足の没後には弟の石川豊成が参議となり、その後中納言まで昇進している。藤原仲麻呂の乱では一部の蘇我氏族が失脚・処刑されたものの、年足の子石川名足は宝亀11年（780年）に参議となり、中納言まで昇進した。延暦7年（790年）には石川真守が参議となった。いずれも大弁を兼ねたまま高齢での就任であり、実務官僚としての経歴が認められたものであった。しかし高齢の参議では子孫が蔭位の恩恵を受けることはできず、以降は公卿となるものは出なかった。

### 平安時代
以降の石川朝臣は下級貴族や地下官人として存続する。六国史によれば、石川氏からは、三位以上の官人はもはや出ることはなく、多くは五位で終わっていることがわかる。六位以下の官人の叙位記事は原則として六国史に載せられることはないので、実際には多くの六位以下の官人が存在したことが予想される。また、石川氏が任じられた官職は、石川真守を除くと、議政官や大弁を出すことはなくなった。
元慶元年（877年）になって石川木村が先祖の名（蘇我石川）をもって子孫の氏の名称とするのでは、諱を避けることができず（避諱）、死後に生前の実名を忌んで口にしない風習に反するとして、宗岳朝臣姓に改姓する。のち、氏の表記は宗岳から宗岡に、読みも「そが」から訓読みの「むねおか」に変わった。宗岡氏は地下家として存続し、史生や文殿、召使などを務めた。

### 末裔
宗岡氏の後裔には青木氏などがある。
土佐国の国人領主であった安芸氏は赤兄の子孫であると称していた。ただし、安芸氏の先祖と思しき
- 長保2年（1000年）に補陀落渡海を行なった土佐国安芸郡大領・蘇我兼広
- 蘇我兼実（兼広の子）
- 長徳2年（996年）に右衛門志兼検非違使で死去した宗我弘範
- 長徳2年（996年）に越前権大掾として見える宗我部如時
- 長保2年（1000年）に相撲人として見える宗我部如節
- 長和4年（1015年）に右官掌に補された宗我部秋時
- 長元元年（1028年）に土佐権介として見える曾我部如光
- 永承5年（1050年）に土佐介として見える曾我部正任

は、蘇我氏ではなく蘇我部の末裔であると考えられる。
女系では蘇我堅塩媛の孫吉備姫王が皇極天皇を儲け、以降の天皇はすべて彼女の子孫となる。藤原不比等に嫁いだ蘇我娼子は、武智麻呂・房前・宇合の三男を儲けた。以降貴族として存続した藤原南家・藤原北家・藤原式家はその子孫である。

## 庶流
蘇我氏は、本宗家を中心にして、諸方に通じる交通上の要点に一族を配し、それぞれの地域を固めていた。飛鳥寺、豊浦寺、山田寺、奥山廃寺、和田廃寺、田中廃寺、日向寺といった蘇我氏系の寺が飛鳥を中心に円を描いて分布し、飛鳥の南から西にかけての丘陵地帯に渡来系氏族の寺が分布して、古代交通路の要衝をおさえているという指摘も存在する。築地塀で囲まれた氏寺は、いざとなれば砦ともなりうる施設であった。
『新撰姓氏録』に「石川朝臣同族」と記載があるのは、田口朝臣、桜井朝臣、紀朝臣、林朝臣、生江朝臣、箭口朝臣、八多朝臣、巨勢朝臣、平群朝臣、高向朝臣、田中朝臣、小治田朝臣、河辺朝臣、岸田朝臣、久米朝臣、御炊朝臣、星川朝臣、江沼臣の18氏である。このうち、箭口朝臣、高向朝臣、田中朝臣、小治田朝臣、河辺朝臣、岸田朝臣、久米朝臣、御炊朝臣は、いわゆる武内宿禰の後裔であり、蘇我氏同族には含まない。他には、抗争によって滅ぼされたもっとも有力な蘇我系同族であり、外交掌握の統括者であった可能性のある境部氏や、蘇我倉氏（後の石川氏）も存在して、上と合わせると12氏族となる。
石川氏は、河内国石川郡を地盤としていた。蘇我倉麻呂が河内に進出し、石川麻呂の頃には河内の蘇我氏同族の中心となっていた。「倉」を氏の名に冠することから、蘇我氏にとって最重要の職掌である財政の管理を分掌する集団であったと考えられる。大倭から河内の横大路や竹内街道沿いに倉人の本貫地が集中しており、この地域に王権の政治的クラが設置されていた。
蘇我氏が多くの同族を独立させ、それぞれの代表をマヘツキミ会議などの合議体に参加させるというのは、軍事的・経済的理由のみならず、マヘツキミ会議を制覇するという政治的な目的もあったと考えられる。ただし、この体制は、それぞれの氏族が本家の規制を外れて、独立した政治的な動きを始める危険性を孕んでいた。実際に、推古死後の天皇選定や山背大兄王討伐、乙巳の変の際には、本家と対立する行動をとった人物がいた。

### 稲目の子
- 田中氏
- 小治田氏
- 境部氏
- 久米氏
- 桜井氏
- 箭口氏
- 岸田氏

### 馬子の子
- 蘇我倉氏→石川氏→宗岡氏
- 御炊氏

### 系統不明
- 田口氏（『新撰姓氏録』では蘇我田口川堀の末裔とする） - 江戸期大名の牧野氏は後裔を称する。
- 河辺氏
- 高向氏

## 蘇我氏と東国の古墳
旧上総国武射郡（現在の千葉県山武市）の板附古墳群にある駄ノ塚古墳や駄ノ塚西古墳や、印旛郡にある龍角寺岩屋古墳は方墳であるが、同時期の古墳である山室姫塚古墳は円墳である。これは、それぞれの古墳を築造した首長が結びついた畿内のヤマト王権内の勢力に関係しており、畿内で春日向山古墳（用明天皇陵）、山田高塚古墳（推古天皇・竹田皇子陵）、石舞台古墳（蘇我馬子墓）といった大型方墳を築造したのは、蘇我氏や蘇我氏と関係が深い豪族や天皇家の皇族で、牧野古墳などの大型円墳を築造した勢力は非蘇我氏や蘇我氏と関係が薄い天皇家の皇族であり、関東地方でも方墳を築造した勢力は蘇我氏や蘇我系の王族との関係が深く、円墳を築造した勢力は非蘇我氏や蘇我氏と関係が薄い王族との関係が深いという説が提唱されている。
なお、龍角寺古墳群の付近にある龍角寺は、法起寺式伽藍配置であり、瓦の様相が蘇我倉山田石川麻呂の建立した山田寺と同様であることから、畿内の蘇我氏と関係する在地の豪族が龍角寺周辺に存在したことがわかる。

## 蘇我部と分布
蘇我部は蘇我氏の部民である。『新撰姓氏録』によれば、蘇宜部首は仲哀天皇の皇子・誉屋別命の末裔であるという。蘇我部は、畿内では山城国、河内国に、東海道では遠江国、上総国、下総国、相模国は蘇我の部曲として、東山道では美濃国、信濃国、陸奥国に、北陸道では越前国に、山陰道では丹波国、但馬国、隠岐国に、 山陽道では周防国に、南海道では阿波国、讃岐国、土佐国に、西海道では筑前国、肥後国と広範囲に亘って少しずつ分散して存在していた。
蘇我氏が東国や北陸地方に部民を有していたことは史料によって知ることが出来るが、それが何時頃どのようにして部民を所有するに至ったかということは知ることが出来ない。ただし、『日本書紀』に記されている、武内宿禰が景行天皇の御代に、北陸及び東方諸国の地形と百姓の状態を視察し、「蝦夷の地は肥沃であるから討ちてとるべし」と奏言したという物語は、武内宿禰が実在性に乏しい人物であるものの、彼は蘇我氏の祖先とされている人物であって、蘇我氏が東国及び北陸に部民を所有している現実を物語ろうとしたものであるとする説が存在する。
また、蘇我蝦夷が蝦夷を自身の家に饗応したという記述も『日本書紀』にあり、大化改新後にはこうした饗応はすべて朝廷において行なわれていることから、この時代に於ける蘇我氏の勢力を物語るものであると言える。
さらに、『日本書紀』には蘇我蝦夷が常に50人の兵士に身を守らしめ、「東方儐従者（アズマノシトベ）」といったという記述もあり、東方債従者というから、その兵士の多くは東国の人であったと考えられ、それは蘇我氏の東国部民と解しても差支えなく、蝦夷の身を守ることによって部民関係が成立していたと考えることができる。このような関係は蝦夷の場合のみでなく、馬子や稲目の頃からあった可能性があるものの、そうした部民が、東国や陸奥という遠隔の地に分布しているため、その関係はそれほど古い時代にまでには遡れないと思われる。
加えて、阿波・讃岐・周防・筑前の諸地域に分布する部民であるが、考えられることは、蘇我氏と朝鮮との関係であり、その分布地域が、瀬戸内海の沿岸にあって、朝鮮との交通路の途中にあることがわかる。
土佐国香美郡には宗我郷があり、隣接する長岡郡にも宗部郷が存在していた。香美郡には物部郷も存在しており、物部鏡連が郡司を務めていたが、『日本書紀』には「蘇我大臣之妻、是物部守屋大連之妹也。大臣妄用妻計而殺大連矣。平亂之後、於攝津国造四天王寺。分大連奴半與宅、爲大寺奴田庄。」という記述があり、物部氏の私財は馬子の処分に委ねられ、その結果、土佐国にも蘇我氏が進出し、蘇我部が設置されたという経緯が想定できる。ただし、同じく『日本書紀』に「大臣之祖母、物部弓削大連之妹。故因母財、取威於世。」という記述があるように、物部氏の私財の全てが蘇我氏に取り込まれたわけではなく、物部氏の遺財として区別された状態で、蘇我氏の中にそれを継承する者がいたことが窺われる。そのため、香美郡においては、蘇我部と物部鏡連の共存がなされたと考えられる。
平安時代における蘇我部、あるいはそれと思しき人物は以下の通りである。
- 蘇我兼広（土佐国安芸郡大領で、長保2年（1000年）に補陀落渡海を行なった）
- 蘇我兼実（兼広の息子で、大領の地位を引き継いだ）
- 宗我弘範（長徳2年（996年）に右衛門志兼検非違使で死去した）
- 宗我部如時（長徳2年（996年）に越前権大掾として見える）
- 宗我部如節（長保2年（1000年）に相撲人として見える）
- 宗我部秋時（長和4年（1015年）に右官掌に補された）
- 曾我部如光（長元元年（1028年）に土佐権介として見える）
- 曾我部正任（永承5年（1050年）に土佐介として見える）

なお、『日本三代実録』貞観10年閏12月21日条には、「土左国無位宗我神並従五位下」という記述がある。
安芸郡に存在する多気・坂本神社は、蘇我氏の同族である坂本臣や阿芸那臣が建立したという。
「鎌倉遺文」第8105号には、応保元年（1161年）に「当（土佐国幡多郡）郡王宗我部氏滅亡」と見える。
海音寺潮五郎は、長宗我部氏の祖は、蘇我部の管理人であった秦氏、あるいは蘇我部そのものの末裔であるとする説を提唱した。

### 土佐国の蘇我氏系図
『安芸市史』に所収されている「安芸氏系図」によれば、土佐国の蘇我氏の系図は以下の通りである。
実線は実子、点線は養子。
|  |  |  |  |  |  |  |  |  |  |  |  | 蘇我赤兄 |  |  |  |  |  |  |  |  |  |  |  |  |  |  |  |
|  |  |  |  |  |  |  |  |  |  |  |  |          |  |  |  |  |  |  |  |  |  |  |  |  |  |  |  |
|  |  |  |  |  |  |  |  |  |  |  |  | 惟宗行躬 |  |  |  |  |  |  |  |  |  |  |  |  |  |  |  |
|  |  |  |  |  |  |  |  |  |  |  |  |          |  |  |  |  |  |  |  |  |  |  |  |  |  |  |  |
|  |  |  |  |  |  |  |  |  |  |  |  | 行親     |  |  |  |  |  |  |  |  |  |  |  |  |  |  |  |
|  |  |  |  |  |  |  |  |  |  |  |  |          |  |  |  |  |  |  |  |  |  |  |  |  |  |  |  |
|  |  |  |  |  |  |  |  |  |  |  |  | 行経     |  |  |  |  |  |  |  |  |  |  |  |  |  |  |  |
|  |  |  |  |  |  |  |  |  |  |  |  |          |  |  |  |  |  |  |  |  |  |  |  |  |  |  |  |
|  |  |  |  |  |  |  |  |  |  |  |  | 行春     |  |  |  |  |  |  |  |  |  |  |  |  |  |  |  |
|  |  |  |  |  |  |  |  |  |  |  |  |          |  |  |  |  |  |  |  |  |  |  |  |  |  |  |  |
|  |  |  |  |  |  |  |  |  |  |  |  | 行兼     |  |  |  |  |  |  |  |  |  |  |  |  |  |  |  |
|  |  |  |  |  |  |  |  |  |  |  |  |          |  |  |  |  |  |  |  |  |  |  |  |  |  |  |  |
|  |  |  |  |  |  |  |  |  |  |  |  | 兼実     |  |  |  |  |  |  |  |  |  |  |  |  |  |  |  |
|  |  |  |  |  |  |  |  |  |  |  |  |          |  |  |  |  |  |  |  |  |  |  |  |  |  |  |  |
|  |  |  |  |  |  |  |  |  |  |  |  | 実親     |  |  |  |  |  |  |  |  |  |  |  |  |  |  |  |
|  |  |  |  |  |  |  |  |  |  |  |  |          |  |  |  |  |  |  |  |  |  |  |  |  |  |  |  |
|  |  |  |  |  |  |  |  |  |  |  |  | 経通     |  |  |  |  |  |  |  |  |  |  |  |  |  |  |  |
|  |  |  |  |  |  |  |  |  |  |  |  |          |  |  |  |  |  |  |  |  |  |  |  |  |  |  |  |
|  |  |  |  |  |  |  |  |  |  |  |  | 実広     |  |  |  |  |  |  |  |  |  |  |  |  |  |  |  |
|  |  |  |  |  |  |  |  |  |  |  |  |          |  |  |  |  |  |  |  |  |  |  |  |  |  |  |  |
|  |  |  |  |  |  |  |  |  |  |  |  | 広貞     |  |  |  |  |  |  |  |  |  |  |  |  |  |  |  |
|  |  |  |  |  |  |  |  |  |  |  |  |          |  |  |  |  |  |  |  |  |  |  |  |  |  |  |  |
|  |  |  |  |  |  |  |  |  |  |  |  | 広康     |  |  |  |  |  |  |  |  |  |  |  |  |  |  |  |
|  |  |  |  |  |  |  |  |  |  |  |  |          |  |  |  |  |  |  |  |  |  |  |  |  |  |  |  |
|  |  |  |  |  |  |  |  |  |  |  |  | 実経     |  |  |  |  |  |  |  |  |  |  |  |  |  |  |  |
|  |  |  |  |  |  |  |  |  |  |  |  |          |  |  |  |  |  |  |  |  |  |  |  |  |  |  |  |
|  |  |  |  |  |  |  |  |  |  |  |  | 実清     |  |  |  |  |  |  |  |  |  |  |  |  |  |  |  |
|  |  |  |  |  |  |  |  |  |  |  |  |          |  |  |  |  |  |  |  |  |  |  |  |  |  |  |  |
|  |  |  |  |  |  |  |  |  |  |  |  | 実国     |  |  |  |  |  |  |  |  |  |  |  |  |  |  |  |
|  |  |  |  |  |  |  |  |  |  |  |  |          |  |  |  |  |  |  |  |  |  |  |  |  |  |  |  |
|  |  |  |  |  |  |  |  |  |  |  |  | 実忠     |  |  |  |  |  |  |  |  |  |  |  |  |  |  |  |
|  |  |  |  |  |  |  |  |  |  |  |  |          |  |  |  |  |  |  |  |  |  |  |  |  |  |  |  |
|  |  |  |  |  |  |  |  |  |  |  |  | 実信     |  |  |  |  |  |  |  |  |  |  |  |  |  |  |  |

安芸実信以降は安芸氏の項。

## 蘇我氏渡来人説とその否定
門脇禎二が1971年に蘇我氏渡来人説を提唱した。門脇が提唱したのは応神天皇の代に渡来した、百済の高官、木満致（もくまち）と蘇我満智（まち）が同一人物とする説で、鈴木靖民や山尾幸久らの支持を得た。
しかし、問題点は整理すると以下の通りであり、木満致と蘇我満智を同一人物であると実証することには問題点がある。
1. 「木満致」の名が見える『日本書紀』の応神天皇25年（西暦294年、史料解釈上は414年）と「木刕満致」の名が見える『三国史記』百済本紀の蓋鹵王21年（西暦475年）とでは時代が異なる
2. 百済の名門氏族である木満致が、自らの姓を捨て蘇我氏を名乗ったことの不自然さ
3. 渡来系豪族が自らの出自を改変するのは8世紀以降であること
4. 木刕満致が「南行」したとの『三国史記』の記述がそのまま倭国へ渡来したことを意味しないこと
5. 百済の名門氏族出身でありながら、孫の名前が高句麗を意味する高麗であること

以上のことから、渡来人説は学界からは受け入れられていない。

## 系図
| 孝元天皇              |                       |                       |                       |                       |                       |                         |                         |                         |                         |                         |                         |                       |                       |                       |                       |                       |                       |                           |                           |                           |                           |                           |                           |                           |                           |                           |                           |                           |                           |                       |                       |                       |                       |                       |                       |  |  |      |      |      |      |      |      |  |  |  |  |  |  |  |  |  |  |  |  |  |  |  |  |  |  |  |  |  |  |  |  |  |  |  |  |  |  |  |  |
|                       |                       |                       |                       |                       |                       |                         |                         |                         |                         |                         |                         |                       |                       |                       |                       |                       |                       |                           |                           |                           |                           |                           |                           |                           |                           |                           |                           |                           |                           |                       |                       |                       |                       |                       |                       |  |  |      |      |      |      |      |      |  |  |  |  |  |  |  |  |  |  |  |  |  |  |  |  |  |  |  |  |  |  |  |  |  |  |  |  |  |  |  |  |
| 彦太忍信命            |                       |                       |                       |                       |                       |                         |                         |                         |                         |                         |                         |                       |                       |                       |                       |                       |                       |                           |                           |                           |                           |                           |                           |                           |                           |                           |                           |                           |                           |                       |                       |                       |                       |                       |                       |  |  |      |      |      |      |      |      |  |  |  |  |  |  |  |  |  |  |  |  |  |  |  |  |  |  |  |  |  |  |  |  |  |  |  |  |  |  |  |  |
|                       |                       |                       |                       |                       |                       |                         |                         |                         |                         |                         |                         |                       |                       |                       |                       |                       |                       |                           |                           |                           |                           |                           |                           |                           |                           |                           |                           |                           |                           |                       |                       |                       |                       |                       |                       |  |  |      |      |      |      |      |      |  |  |  |  |  |  |  |  |  |  |  |  |  |  |  |  |  |  |  |  |  |  |  |  |  |  |  |  |  |  |  |  |
| 屋主忍男武雄心命      |                       |                       |                       |                       |                       |                         |                         |                         |                         |                         |                         |                       |                       |                       |                       |                       |                       |                           |                           |                           |                           |                           |                           |                           |                           |                           |                           |                           |                           |                       |                       |                       |                       |                       |                       |  |  |      |      |      |      |      |      |  |  |  |  |  |  |  |  |  |  |  |  |  |  |  |  |  |  |  |  |  |  |  |  |  |  |  |  |  |  |  |  |
|                       |                       |                       |                       |                       |                       |                         |                         |                         |                         |                         |                         |                       |                       |                       |                       |                       |                       |                           |                           |                           |                           |                           |                           |                           |                           |                           |                           |                           |                           |                       |                       |                       |                       |                       |                       |  |  |      |      |      |      |      |      |  |  |  |  |  |  |  |  |  |  |  |  |  |  |  |  |  |  |  |  |  |  |  |  |  |  |  |  |  |  |  |  |
|                       |                       |                       |                       |                       |                       |                         |                         |                         |                         |                         |                         |                       |                       |                       |                       |                       |                       |                           |                           |                           |                           |                           |                           |                           |                           |                           |                           |                           |                           |                       |                       |                       |                       |                       |                       |  |  |      |      |      |      |      |      |  |  |  |  |  |  |  |  |  |  |  |  |  |  |  |  |  |  |  |  |  |  |  |  |  |  |  |  |  |  |  |  |
| 武内宿禰              | 武内宿禰              | 武内宿禰              | 武内宿禰              | 武内宿禰              | 武内宿禰              | 甘美内宿禰              | 甘美内宿禰              | 甘美内宿禰              | 甘美内宿禰              | 甘美内宿禰              | 甘美内宿禰              |                       |                       |                       |                       |                       |                       |                           |                           |                           |                           |                           |                           |                           |                           |                           |                           |                           |                           |                       |                       |                       |                       |                       |                       |  |  |      |      |      |      |      |      |  |  |  |  |  |  |  |  |  |  |  |  |  |  |  |  |  |  |  |  |  |  |  |  |  |  |  |  |  |  |  |  |
| 武内宿禰              | 武内宿禰              | 武内宿禰              | 武内宿禰              | 武内宿禰              | 武内宿禰              | 甘美内宿禰              | 甘美内宿禰              | 甘美内宿禰              | 甘美内宿禰              | 甘美内宿禰              | 甘美内宿禰              |                       |                       |                       |                       |                       |                       |                           |                           |                           |                           |                           |                           |                           |                           |                           |                           |                           |                           |                       |                       |                       |                       |                       |                       |  |  |      |      |      |      |      |      |  |  |  |  |  |  |  |  |  |  |  |  |  |  |  |  |  |  |  |  |  |  |  |  |  |  |  |  |  |  |  |  |
|                       |                       |                       |                       |                       |                       |                         |                         |                         |                         |                         |                         |                       |                       |                       |                       |                       |                       |                           |                           |                           |                           |                           |                           |                           |                           |                           |                           |                           |                           |                       |                       |                       |                       |                       |                       |  |  |      |      |      |      |      |      |  |  |  |  |  |  |  |  |  |  |  |  |  |  |  |  |  |  |  |  |  |  |  |  |  |  |  |  |  |  |  |  |
| ［波多氏］ 羽田矢代   | ［波多氏］ 羽田矢代   | ［波多氏］ 羽田矢代   | ［波多氏］ 羽田矢代   | ［波多氏］ 羽田矢代   | ［波多氏］ 羽田矢代   | ［巨勢氏］ 許勢小柄     | ［巨勢氏］ 許勢小柄     | ［巨勢氏］ 許勢小柄     | ［巨勢氏］ 許勢小柄     | ［巨勢氏］ 許勢小柄     | ［巨勢氏］ 許勢小柄     | ［蘇我氏］ 蘇我石河   | ［蘇我氏］ 蘇我石河   | ［蘇我氏］ 蘇我石河   | ［蘇我氏］ 蘇我石河   | ［蘇我氏］ 蘇我石河   | ［蘇我氏］ 蘇我石河   | ［平群氏］ 平群木菟       | ［平群氏］ 平群木菟       | ［平群氏］ 平群木菟       | ［平群氏］ 平群木菟       | ［平群氏］ 平群木菟       | ［平群氏］ 平群木菟       | ［紀氏］ 紀角             | ［紀氏］ 紀角             | ［紀氏］ 紀角             | ［紀氏］ 紀角             | ［紀氏］ 紀角             | ［紀氏］ 紀角             | ［葛城氏］ 葛城襲津彦 | ［葛城氏］ 葛城襲津彦 | ［葛城氏］ 葛城襲津彦 | ［葛城氏］ 葛城襲津彦 | ［葛城氏］ 葛城襲津彦 | ［葛城氏］ 葛城襲津彦 |  |  |      |      |      |      |      |      |  |  |  |  |  |  |  |  |  |  |  |  |  |  |  |  |  |  |  |  |  |  |  |  |  |  |  |  |  |  |  |  |
| ［波多氏］ 羽田矢代   | ［波多氏］ 羽田矢代   | ［波多氏］ 羽田矢代   | ［波多氏］ 羽田矢代   | ［波多氏］ 羽田矢代   | ［波多氏］ 羽田矢代   | ［巨勢氏］ 許勢小柄     | ［巨勢氏］ 許勢小柄     | ［巨勢氏］ 許勢小柄     | ［巨勢氏］ 許勢小柄     | ［巨勢氏］ 許勢小柄     | ［巨勢氏］ 許勢小柄     | ［蘇我氏］ 蘇我石河   | ［蘇我氏］ 蘇我石河   | ［蘇我氏］ 蘇我石河   | ［蘇我氏］ 蘇我石河   | ［蘇我氏］ 蘇我石河   | ［蘇我氏］ 蘇我石河   | ［平群氏］ 平群木菟       | ［平群氏］ 平群木菟       | ［平群氏］ 平群木菟       | ［平群氏］ 平群木菟       | ［平群氏］ 平群木菟       | ［平群氏］ 平群木菟       | ［紀氏］ 紀角             | ［紀氏］ 紀角             | ［紀氏］ 紀角             | ［紀氏］ 紀角             | ［紀氏］ 紀角             | ［紀氏］ 紀角             | ［葛城氏］ 葛城襲津彦 | ［葛城氏］ 葛城襲津彦 | ［葛城氏］ 葛城襲津彦 | ［葛城氏］ 葛城襲津彦 | ［葛城氏］ 葛城襲津彦 | ［葛城氏］ 葛城襲津彦 |  |  |      |      |      |      |      |      |  |  |  |  |  |  |  |  |  |  |  |  |  |  |  |  |  |  |  |  |  |  |  |  |  |  |  |  |  |  |  |  |
|                       |                       |                       |                       |                       |                       |                         |                         |                         |                         |                         |                         | 満智                  |                       |                       |                       |                       |                       |                           |                           |                           |                           |                           |                           |                           |                           |                           |                           |                           |                           |                       |                       |                       |                       |                       |                       |  |  |      |      |      |      |      |      |  |  |  |  |  |  |  |  |  |  |  |  |  |  |  |  |  |  |  |  |  |  |  |  |  |  |  |  |  |  |  |  |
|                       |                       |                       |                       |                       |                       |                         |                         |                         |                         |                         |                         |                       |                       |                       |                       |                       |                       |                           |                           |                           |                           |                           |                           |                           |                           |                           |                           |                           |                           |                       |                       |                       |                       |                       |                       |  |  |      |      |      |      |      |      |  |  |  |  |  |  |  |  |  |  |  |  |  |  |  |  |  |  |  |  |  |  |  |  |  |  |  |  |  |  |  |  |
|                       |                       |                       |                       |                       |                       |                         |                         |                         |                         |                         |                         | 韓子                  |                       |                       |                       |                       |                       |                           |                           |                           |                           |                           |                           |                           |                           |                           |                           |                           |                           |                       |                       |                       |                       |                       |                       |  |  |      |      |      |      |      |      |  |  |  |  |  |  |  |  |  |  |  |  |  |  |  |  |  |  |  |  |  |  |  |  |  |  |  |  |  |  |  |  |
|                       |                       |                       |                       |                       |                       |                         |                         |                         |                         |                         |                         |                       |                       |                       |                       |                       |                       |                           |                           |                           |                           |                           |                           |                           |                           |                           |                           |                           |                           |                       |                       |                       |                       |                       |                       |  |  |      |      |      |      |      |      |  |  |  |  |  |  |  |  |  |  |  |  |  |  |  |  |  |  |  |  |  |  |  |  |  |  |  |  |  |  |  |  |
|                       |                       |                       |                       |                       |                       |                         |                         |                         |                         |                         |                         | 高麗                  |                       |                       |                       |                       |                       |                           |                           |                           |                           |                           |                           |                           |                           |                           |                           |                           |                           |                       |                       |                       |                       |                       |                       |  |  |      |      |      |      |      |      |  |  |  |  |  |  |  |  |  |  |  |  |  |  |  |  |  |  |  |  |  |  |  |  |  |  |  |  |  |  |  |  |
|                       |                       |                       |                       |                       |                       |                         |                         |                         |                         |                         |                         |                       |                       |                       |                       |                       |                       |                           |                           |                           |                           |                           |                           |                           |                           |                           |                           |                           |                           |                       |                       |                       |                       |                       |                       |  |  |      |      |      |      |      |      |  |  |  |  |  |  |  |  |  |  |  |  |  |  |  |  |  |  |  |  |  |  |  |  |  |  |  |  |  |  |  |  |
|                       |                       |                       |                       |                       |                       |                         |                         |                         |                         |                         |                         | 稲目                  |                       |                       |                       |                       |                       |                           |                           |                           |                           |                           |                           |                           |                           |                           |                           |                           |                           |                       |                       |                       |                       |                       |                       |  |  |      |      |      |      |      |      |  |  |  |  |  |  |  |  |  |  |  |  |  |  |  |  |  |  |  |  |  |  |  |  |  |  |  |  |  |  |  |  |
|                       |                       |                       |                       |                       |                       |                         |                         |                         |                         |                         |                         |                       |                       |                       |                       |                       |                       |                           |                           |                           |                           |                           |                           |                           |                           |                           |                           |                           |                           |                       |                       |                       |                       |                       |                       |  |  |      |      |      |      |      |      |  |  |  |  |  |  |  |  |  |  |  |  |  |  |  |  |  |  |  |  |  |  |  |  |  |  |  |  |  |  |  |  |
|                       |                       |                       |                       |                       |                       |                         |                         |                         |                         |                         |                         |                       |                       |                       |                       |                       |                       |                           |                           |                           |                           |                           |                           |                           |                           |                           |                           |                           |                           |                       |                       |                       |                       |                       |                       |  |  |      |      |      |      |      |      |  |  |  |  |  |  |  |  |  |  |  |  |  |  |  |  |  |  |  |  |  |  |  |  |  |  |  |  |  |  |  |  |
| 堅塩媛 （欽明天皇妃） | 堅塩媛 （欽明天皇妃） | 堅塩媛 （欽明天皇妃） | 堅塩媛 （欽明天皇妃） | 堅塩媛 （欽明天皇妃） | 堅塩媛 （欽明天皇妃） | 馬子                    | 馬子                    | 馬子                    | 馬子                    | 馬子                    | 馬子                    | 小姉君 （欽明天皇妃） | 小姉君 （欽明天皇妃） | 小姉君 （欽明天皇妃） | 小姉君 （欽明天皇妃） | 小姉君 （欽明天皇妃） | 小姉君 （欽明天皇妃） | 石寸名 （用明天皇嬪）     | 石寸名 （用明天皇嬪）     | 石寸名 （用明天皇嬪）     | 石寸名 （用明天皇嬪）     | 石寸名 （用明天皇嬪）     | 石寸名 （用明天皇嬪）     | ［境部氏］ 境部摩理勢     | ［境部氏］ 境部摩理勢     | ［境部氏］ 境部摩理勢     | ［境部氏］ 境部摩理勢     | ［境部氏］ 境部摩理勢     | ［境部氏］ 境部摩理勢     |                       |                       |                       |                       |                       |                       |  |  |      |      |      |      |      |      |  |  |  |  |  |  |  |  |  |  |  |  |  |  |  |  |  |  |  |  |  |  |  |  |  |  |  |  |  |  |  |  |
| 堅塩媛 （欽明天皇妃） | 堅塩媛 （欽明天皇妃） | 堅塩媛 （欽明天皇妃） | 堅塩媛 （欽明天皇妃） | 堅塩媛 （欽明天皇妃） | 堅塩媛 （欽明天皇妃） | 馬子                    | 馬子                    | 馬子                    | 馬子                    | 馬子                    | 馬子                    | 小姉君 （欽明天皇妃） | 小姉君 （欽明天皇妃） | 小姉君 （欽明天皇妃） | 小姉君 （欽明天皇妃） | 小姉君 （欽明天皇妃） | 小姉君 （欽明天皇妃） | 石寸名 （用明天皇嬪）     | 石寸名 （用明天皇嬪）     | 石寸名 （用明天皇嬪）     | 石寸名 （用明天皇嬪）     | 石寸名 （用明天皇嬪）     | 石寸名 （用明天皇嬪）     | ［境部氏］ 境部摩理勢     | ［境部氏］ 境部摩理勢     | ［境部氏］ 境部摩理勢     | ［境部氏］ 境部摩理勢     | ［境部氏］ 境部摩理勢     | ［境部氏］ 境部摩理勢     |                       |                       |                       |                       |                       |                       |  |  |      |      |      |      |      |      |  |  |  |  |  |  |  |  |  |  |  |  |  |  |  |  |  |  |  |  |  |  |  |  |  |  |  |  |  |  |  |  |
|                       |                       |                       |                       |                       |                       |                         |                         |                         |                         |                         |                         |                       |                       |                       |                       |                       |                       |                           |                           |                           |                           |                           |                           |                           |                           |                           |                           |                           |                           |                       |                       |                       |                       |                       |                       |  |  |      |      |      |      |      |      |  |  |  |  |  |  |  |  |  |  |  |  |  |  |  |  |  |  |  |  |  |  |  |  |  |  |  |  |  |  |  |  |
| 善徳                  | 善徳                  | 善徳                  | 善徳                  | 善徳                  | 善徳                  | 蝦夷                    | 蝦夷                    | 蝦夷                    | 蝦夷                    | 蝦夷                    | 蝦夷                    | 倉麻呂（雄当）        | 倉麻呂（雄当）        | 倉麻呂（雄当）        | 倉麻呂（雄当）        | 倉麻呂（雄当）        | 倉麻呂（雄当）        | 刀自古郎女 （聖徳太子妃） | 刀自古郎女 （聖徳太子妃） | 刀自古郎女 （聖徳太子妃） | 刀自古郎女 （聖徳太子妃） | 刀自古郎女 （聖徳太子妃） | 刀自古郎女 （聖徳太子妃） | 法提郎女 （舒明天皇夫人） | 法提郎女 （舒明天皇夫人） | 法提郎女 （舒明天皇夫人） | 法提郎女 （舒明天皇夫人） | 法提郎女 （舒明天皇夫人） | 法提郎女 （舒明天皇夫人） |                       |                       |                       |                       |                       |                       |  |  |      |      |      |      |      |      |  |  |  |  |  |  |  |  |  |  |  |  |  |  |  |  |  |  |  |  |  |  |  |  |  |  |  |  |  |  |  |  |
| 善徳                  | 善徳                  | 善徳                  | 善徳                  | 善徳                  | 善徳                  | 蝦夷                    | 蝦夷                    | 蝦夷                    | 蝦夷                    | 蝦夷                    | 蝦夷                    | 倉麻呂（雄当）        | 倉麻呂（雄当）        | 倉麻呂（雄当）        | 倉麻呂（雄当）        | 倉麻呂（雄当）        | 倉麻呂（雄当）        | 刀自古郎女 （聖徳太子妃） | 刀自古郎女 （聖徳太子妃） | 刀自古郎女 （聖徳太子妃） | 刀自古郎女 （聖徳太子妃） | 刀自古郎女 （聖徳太子妃） | 刀自古郎女 （聖徳太子妃） | 法提郎女 （舒明天皇夫人） | 法提郎女 （舒明天皇夫人） | 法提郎女 （舒明天皇夫人） | 法提郎女 （舒明天皇夫人） | 法提郎女 （舒明天皇夫人） | 法提郎女 （舒明天皇夫人） |                       |                       |                       |                       |                       |                       |  |  |      |      |      |      |      |      |  |  |  |  |  |  |  |  |  |  |  |  |  |  |  |  |  |  |  |  |  |  |  |  |  |  |  |  |  |  |  |  |
|                       |                       |                       |                       |                       |                       |                         |                         |                         |                         |                         |                         |                       |                       |                       |                       |                       |                       |                           |                           |                           |                           |                           |                           |                           |                           |                           |                           |                           |                           |                       |                       |                       |                       |                       |                       |  |  |      |      |      |      |      |      |  |  |  |  |  |  |  |  |  |  |  |  |  |  |  |  |  |  |  |  |  |  |  |  |  |  |  |  |  |  |  |  |
| 入鹿                  | 入鹿                  | 入鹿                  | 入鹿                  | 入鹿                  | 入鹿                  | 物部大臣                | 物部大臣                | 物部大臣                | 物部大臣                | 物部大臣                | 物部大臣                | 倉山田石川麻呂        | 倉山田石川麻呂        | 倉山田石川麻呂        | 倉山田石川麻呂        | 倉山田石川麻呂        | 倉山田石川麻呂        | 連子                      | 連子                      | 連子                      | 連子                      | 連子                      | 連子                      | 日向                      | 日向                      | 日向                      | 日向                      | 日向                      | 日向                      | 赤兄                  | 赤兄                  | 赤兄                  | 赤兄                  | 赤兄                  | 赤兄                  |  |  | 果安 | 果安 | 果安 | 果安 | 果安 | 果安 |  |  |  |  |  |  |  |  |  |  |  |  |  |  |  |  |  |  |  |  |  |  |  |  |  |  |  |  |  |  |  |  |
| 入鹿                  | 入鹿                  | 入鹿                  | 入鹿                  | 入鹿                  | 入鹿                  | 物部大臣                | 物部大臣                | 物部大臣                | 物部大臣                | 物部大臣                | 物部大臣                | 倉山田石川麻呂        | 倉山田石川麻呂        | 倉山田石川麻呂        | 倉山田石川麻呂        | 倉山田石川麻呂        | 倉山田石川麻呂        | 連子                      | 連子                      | 連子                      | 連子                      | 連子                      | 連子                      | 日向                      | 日向                      | 日向                      | 日向                      | 日向                      | 日向                      | 赤兄                  | 赤兄                  | 赤兄                  | 赤兄                  | 赤兄                  | 赤兄                  |  |  | 果安 | 果安 | 果安 | 果安 | 果安 | 果安 |  |  |  |  |  |  |  |  |  |  |  |  |  |  |  |  |  |  |  |  |  |  |  |  |  |  |  |  |  |  |  |  |
|                       |                       |                       |                       |                       |                       |                         |                         |                         |                         |                         |                         |                       |                       |                       |                       |                       |                       |                           |                           |                           |                           |                           |                           |                           |                           |                           |                           |                           |                           |                       |                       |                       |                       |                       |                       |  |  |      |      |      |      |      |      |  |  |  |  |  |  |  |  |  |  |  |  |  |  |  |  |  |  |  |  |  |  |  |  |  |  |  |  |  |  |  |  |
| 興志                  | 興志                  | 興志                  | 興志                  | 興志                  | 興志                  | 遠智娘 （天智天皇夫人） | 遠智娘 （天智天皇夫人） | 遠智娘 （天智天皇夫人） | 遠智娘 （天智天皇夫人） | 遠智娘 （天智天皇夫人） | 遠智娘 （天智天皇夫人） | 姪娘 （天智天皇夫人） | 姪娘 （天智天皇夫人） | 姪娘 （天智天皇夫人） | 姪娘 （天智天皇夫人） | 姪娘 （天智天皇夫人） | 姪娘 （天智天皇夫人） | 安麻呂                    | 安麻呂                    | 安麻呂                    | 安麻呂                    | 安麻呂                    | 安麻呂                    | 石川宮麻呂                | 石川宮麻呂                | 石川宮麻呂                | 石川宮麻呂                | 石川宮麻呂                | 石川宮麻呂                | 石川難波麻呂          | 石川難波麻呂          | 石川難波麻呂          | 石川難波麻呂          | 石川難波麻呂          | 石川難波麻呂          |  |  |      |      |      |      |      |      |  |  |  |  |  |  |  |  |  |  |  |  |  |  |  |  |  |  |  |  |  |  |  |  |  |  |  |  |  |  |  |  |
| 興志                  | 興志                  | 興志                  | 興志                  | 興志                  | 興志                  | 遠智娘 （天智天皇夫人） | 遠智娘 （天智天皇夫人） | 遠智娘 （天智天皇夫人） | 遠智娘 （天智天皇夫人） | 遠智娘 （天智天皇夫人） | 遠智娘 （天智天皇夫人） | 姪娘 （天智天皇夫人） | 姪娘 （天智天皇夫人） | 姪娘 （天智天皇夫人） | 姪娘 （天智天皇夫人） | 姪娘 （天智天皇夫人） | 姪娘 （天智天皇夫人） | 安麻呂                    | 安麻呂                    | 安麻呂                    | 安麻呂                    | 安麻呂                    | 安麻呂                    | 石川宮麻呂                | 石川宮麻呂                | 石川宮麻呂                | 石川宮麻呂                | 石川宮麻呂                | 石川宮麻呂                | 石川難波麻呂          | 石川難波麻呂          | 石川難波麻呂          | 石川難波麻呂          | 石川難波麻呂          | 石川難波麻呂          |  |  |      |      |      |      |      |      |  |  |  |  |  |  |  |  |  |  |  |  |  |  |  |  |  |  |  |  |  |  |  |  |  |  |  |  |  |  |  |  |
|                       |                       |                       |                       |                       |                       |                         |                         |                         |                         |                         |                         |                       |                       |                       |                       |                       |                       | 石川石足                  |                           |                           |                           |                           |                           |                           |                           |                           |                           |                           |                           |                       |                       |                       |                       |                       |                       |  |  |      |      |      |      |      |      |  |  |  |  |  |  |  |  |  |  |  |  |  |  |  |  |  |  |  |  |  |  |  |  |  |  |  |  |  |  |  |  |

## 近年の研究
2005年11月13日 - 奈良文化財研究所は甘樫丘東麓遺跡で蘇我入鹿邸「谷の宮門」跡とみられる遺構を発掘したと発表された。『日本書紀』の記述の裏付けが期待されている。